# La Cène (Coecke van Aelst)
La Cène (ou Le Dernier Repas du Christ et des apôtres) est un tableau de Pieter Coecke van Aelst, et un exemple de la peinture flamande au XVIe siècle .

## Description et analyse
Ce tableau aurait été maintes fois copié, selon le Conservateur en chef du Musée des Arts Royaux de Bruxelles qui en 1953 en dénombre 22 exemplaires. Les dates des tableaux constituant cette série s'échelonnent de 1527 à 1550. La série est attribuée à l'atelier du Maître Anversois Pieter Coeck ou à ses ateliers, sans qu’il soit cependant jamais possible de déterminer laquelle de ces œuvres est de la main de l'artiste lui-même.
Deux exemplaires de la série se trouvent par exemple au  musée des Beaux-Arts de Liège (1530), et au Musée des Beaux-Arts de Bruxelles (1531).
Un exemplaire est visible aux musées royaux des Beaux-Arts de Belgique, à Bruxelles.